# Pedro María Orts
Pedro María Orts Berdín (1839-1897) fue un jurista y escritor español.

## Biografía
Nació en Benidorm el 7 de abril de 1839, hijo de José Orts y Jorro, abogado y asesor de marina, y Ángela Berdín y Llorca, que constituían una familia acomodada, natural de dicha localidad. Estudió las primeras letras en su localidad natal y más adelante se trasladó a Alicante en 1851, donde estudió Filosofía hasta 1856. Pasó un año después a Madrid, en cuya Universidad Central cursó los primeros años de la carrera de leyes y algún tiempo después se trasladó á Valencia, en cuya universidad finalizó sus estudios de abogado, recibiendo la investidura en 1862 y estableciéndose en Benidorm, donde ejerció como tal. Posteriormente desempeñó cargos judiciales como el de fiscal de Hacienda desde 1865 a 1867, juez de Pego en 1868, de Torrijos en 1870, de Denia en 1871, de nuevo de Torrijos en 1872, de Mula en 1873, de Cieza en 1876, del distrito de San Vicente en Valencia en 1877; Presidente de la Audiencia de lo criminal de Llerena de 30 de noviembre de 1882 a 4 de marzo de 1883, nombrado magistrado de la Audiencia Territorial de Valencia el 5 de marzo de 1883 y fiscal electo de la Audiencia Territorial de Gerona el 16 de julio de 1875, cargo que no llegó a ejercer por no haber podido tomar posesión de él debido a su mal estado de salud. Solicitó la jubilación voluntaria, que le fue concedida por Real Decreto de 21 de diciembre de 1885. Falleció en sus posesiones de Benidorm a finales de 1897.
Desde su juventud cultivó la literatura. Durante su estancia en Madrid colaboró en diferentes publicaciones periódicas y redactó en El Diario Español durante los años 1864 y 1865, época en que desempeñó un papel en la política activa, siendo uno de los 72 que firmaron la célebre protesta contra el Ministerio presidido por González Bravo, cesando de tomar parte en ella desde el momento en que ingresó en la carrera judicial. Posteriormente tomó parte, activa, en la colaboración de varios periódicos de Madrid, Valencia y Alicante, con trabajos puramente literarios, entre los que se encontraron publicaciones como El Comercio de Valencia, El Mensajero, La Revista Comercial, El Álbum Literario y El Constitucional de Alicante, y El Canfalí de Benidorm. En ellos publicó novelas cortas, además de textos forenses, históricos, científicos y sociales, según el Ensayo biográfico bibliográfico de escritores de Alicante y su provincia «sobresaliendo en ellos un lenguaje castizo y florido y una corrección á toda prueba; sus novelitas son agradables en extremo, de una trama sencilla y un sentido altamente moral, sin llegar á la mogigatería».

## Obras
- Los días de la vida. Ensayo literario filosófico. Valencia, imprenta de Guix, Un volumen en 8.° de 3 00 páginas. Al principio lleva un prólogo de Rafael Blasco.[1]
- Reseña histórica de los pueblos de la Marina. Comprende desde Villajoyosa á Denia. Publicada en el folletín del periódico El Comercio, de Valencia.[1]
- Ensayo literario. La mujer. Su historia, su influencia, su educación. Alicante, imprenta de Rafael Jordá, 1865. Folleto en 8.° de 88 páginas. Con prólogo de Francisco Rovira Aguilar. Posteriormente fue publicado en el folletín del periódico El Constitucional.[1]
- Ciela. Novela. Alicante, imprenta de Gossart y Seva. Un folleto en 8.° de 49 páginas. Publicada en el folletín del periódico El Constitucional los días consecutivos del 8 al 17 de octubre de 1875.[1]
- Miscelánea literaria. Alicante, imprenta de Gossart y Seva, plaza del Progreso, 5. Un tomo con unas dos decenas de relatos cortos, de 207 páginas en 8.° Publicada en el folletín del periódico El Constitucional los días consecutivos del 17 de octubre al 27 de noviembre de 1875.[1]

Habría dejado inéditas una Leyenda histórica, perteneciente á la época árabe y unos Estudios filosóficos.